# James Hadley Chase
James Hadley Chase, rodným jménem René Lodge Brabazon Raymond, (24. prosince 1906 – 6. února 1985) byl anglický spisovatel.
Psal především detektivní romány a thrillery. Používal několik dalších pseudonymů: James L. Docherty, Raymond Marshall, R. Raymond a Ambrose Grant. Jeho zápletky se vyznačují množstvím vražd, násilných scén a špionážních intrik. Často se odehrávají v USA, přestože Chase v této zemi byl pouze dvakrát – k popisu reálií využíval encyklopedie, mapy a slovníky. K nejslavnějším patří hned jeho první kniha z roku 1939 Žádné orchideje pro slečnu Blandishovou, která byla dvakrát zfilmována – prvně roku 1948 režisérem St. John Legh Clowesem, podruhé roku 1971 Robertem Aldrichem pod názvem The Grissom Gang. Napsal více než 90 knih a stal se klasikem detektivního a krimi žánru.